# Rareș Jurcă
Rareș Lucian Jurcă [rareʃ ʒurkə] (* 29. April 1983 in Cluj-Napoca) ist ein ehemaliger rumänischer Handball-Nationalspieler mit bislang 130 A-Länderspielen (Stand Mai 2014). Seine Position ist Rückraum rechts.
Rareș Jurcă spielte für den SC Magdeburg und in seiner Heimat für Dinamo Bukarest, mit dem er 2005 die rumänische Meisterschaft gewann. 2006 wechselte der Linkshänder zum RK Zagreb, mit dem er 2007 das Double gewann. Zur Saison 2007/08 kam er im Austausch für den kroatischen Torwart Dragan Jerković von dort zu den Kadetten Schaffhausen. Zur Saison 2008/09 wechselte Jurcă zu Frisch Auf Göppingen. Zur Saison 2010/11 kehrte er wieder zu den Kadetten Schaffhausen zurück, mit den er 2011, 2012, 2014 und 2015 die Meisterschaft sowie 2011 und 2014 den SHV-Cup gewann. Im Sommer 2015 schloss sich Jurcă dem RTV 1879 Basel an. Zur Saison 2019/20 wechselt er zum Ligakonkurrenten TSV St. Otmar St. Gallen. Nachdem Jurcă im Sommer 2021 sein Vertrag mit dem TSV St. Otmar St. Gallen ausgelaufen war, wurde er im November 2021 vom Schweizer Erstligisten Pfadi Winterthur verpflichtet.

## Erfolge

### Verein
Dinamo Bukarest
- Rumänischer Meister: 2004/05

RK Zagreb
- Kroatischer Meister: 2006/07
- Kroatischer Pokalsieger: 2006/07

Kadetten Schaffhausen
- Schweizer Meister: 2010/11, 2011/12, 2013/14, 2014/15
- Schweizer Cupsieger: 2007/08, 2010/11, 2013/14
- Schweizer SuperCup-Sieger: 2007, 2010, 2011, 2012, 2013, 2014